# Тайцзи панда: Герои
Тайцзи панда: Герои — многопользовательская ролевая онлайн-игра, разработанная и издаваемая компанией Snail Games. Вторая игра серии Тайцзи панда. Игра изображена в стиле восточной фантастики с задействованием нового игрового 3D-движка.

## История игры
Действия игры разворачиваются на материке Нозвот, который по мнению предводителя Сора, всегда считался зеркальным миром Авзара (главный мир первой части игры). Главные герои отвоевали Нозвот от армии демонов 300 лет назад. Сейчас в этой долине проживает огромное множество рас из разных миров.
Однако могучий демон Магуна, который проиграл свое сражение в далеком прошлом, решил вернуться и отомстить всему континенту. Для этого он завербовал древних магов, которые помогли ему перемещаться во времени и изменять ход истории. Главным героям нужно остановить Магуну и его армию для того, чтобы спасти Нозвот.

## Геймплей
- Неограниченный выбор главных персонажей В самом начале игры вы можете выбрать одного из трех персонажей: Тайцзи панда, воин Макси и охотницу за сокровищами Лорен. Однако после прохождения обучения в игре, вы можете добавлять в свою команду огромное количество новых героев, у каждого из которых, свои уникальные возможности. К тому же, главного героя вы всегда можете сменить на другого.
- Сюжетная линия В игре существует сюжетная линия, которую игрок начнет выполнять с самого первого появления в игре. Проходя задания, игрок получает опыт и тем самым повышает уровень своего героя. Повышая уровень, игрокам будут открываться новые территории с новыми монстрами и сокровищами. Также в игре доступны дополнительные миссии, за которые игрок будет получать части нового снаряжения.
- Многопользовательский режим сражений Помимо всех основных миссий сюжетной линии, в игре существует многочисленные PvP соревнования с другими онлайн игроками. Игроки могут состязаться как друг против друга, так и против мировых боссов на различных аренах. На поле боя могут присутствовать до 50 игроков онлайн, что делает игру весьма интресной.
- Модернизация персонажей Каждого героя этой игры можно усовершенствовать с головы до ног. В игре существуют разные сеты снаряжений, которые игроки могут собирать и усовершенствуя придавать им мощь и другой вид.
- Гильдии и захват территорий Игроки могут создавать свои гильдии созывая в неё своих друзей. У гильдии есть свое название, свой магазин, свой рейтинг и слава. Гильдии могут участвовать в многочисленных событиях за которые они будут получать награды. Также между другими гильдиями существует война территорий, за захват которых дают щедрые награды в течение недели.